# Ar-Rashid-mausoleet
Ar-Rashid-mausoleet är ett mausoleum i Esfahan i Iran. Det uppfördes under seldjukdynastin och ligger på den norra stranden av Zayanderud bredvid Shahrestanbron.